# Huanguitío
Huanguitío es una localidad del estado mexicano de Michoacán. Es parte del municipio de Jungapeo.

## Toponimia
El nombre «Huanguitío» proviene del purépecha: huanguetiro. Su significado es «cosa muy honda».

## Demografía
| Gráfica de evolución demográfica |
|                                  |

| Censo | Población |
| ----- | --------- |
| 1900  | 297       |
| 1910  | 297       |
| 1921  | 64        |
| 1930  | 200       |
| 1940  | 260       |
| 1950  | 278       |
| 1960  | 244       |
| 1970  | 300       |
| 1980  | 459       |
| 1990  | 450       |
| 2000  | 831       |
| 2010  | 1075      |
| 2020  | 1059      |